# Lampides eurysaces
Lampides eurysaces är en fjärilsart som beskrevs av Hans Fruhstorfer 1916. Lampides eurysaces ingår i släktet Lampides och familjen juvelvingar. Inga underarter finns listade i Catalogue of Life.